# 샹류 (위성)
샹류(Xiangliu, 중국어: 相柳)는 산란원반 천체 225088 공공의 유일한 위성으로, 크사바 키스가 허블 우주 망원경이 촬영한 사진을 탐색하던 도중에 발견하였다. 샹류는 공공의 자전 속도가 느린 이유가 위성의 조석력으로 인해 느려진 것이라는 추정을 바탕으로 연구를 진행하여 발견하였다. 처음 샹류를 식별한 사진은 2010년 9월 18일 허블 우주 망원경의 3번 광각 카메라로 촬영한 사진이었으며, 발견 사실은 2016년 10월 17일 열렸던 행성 과학국 제 48차 회담에서 가보르 머르톤, 크사바 키스, 토마스 뮐러가 공동으로 발표하였다. 이름은 중국 신화에서 공공을 따랐다고 전해지는, 머리가 9개 달린 뱀 괴물 상류의 이름을 땄다.

## 관측

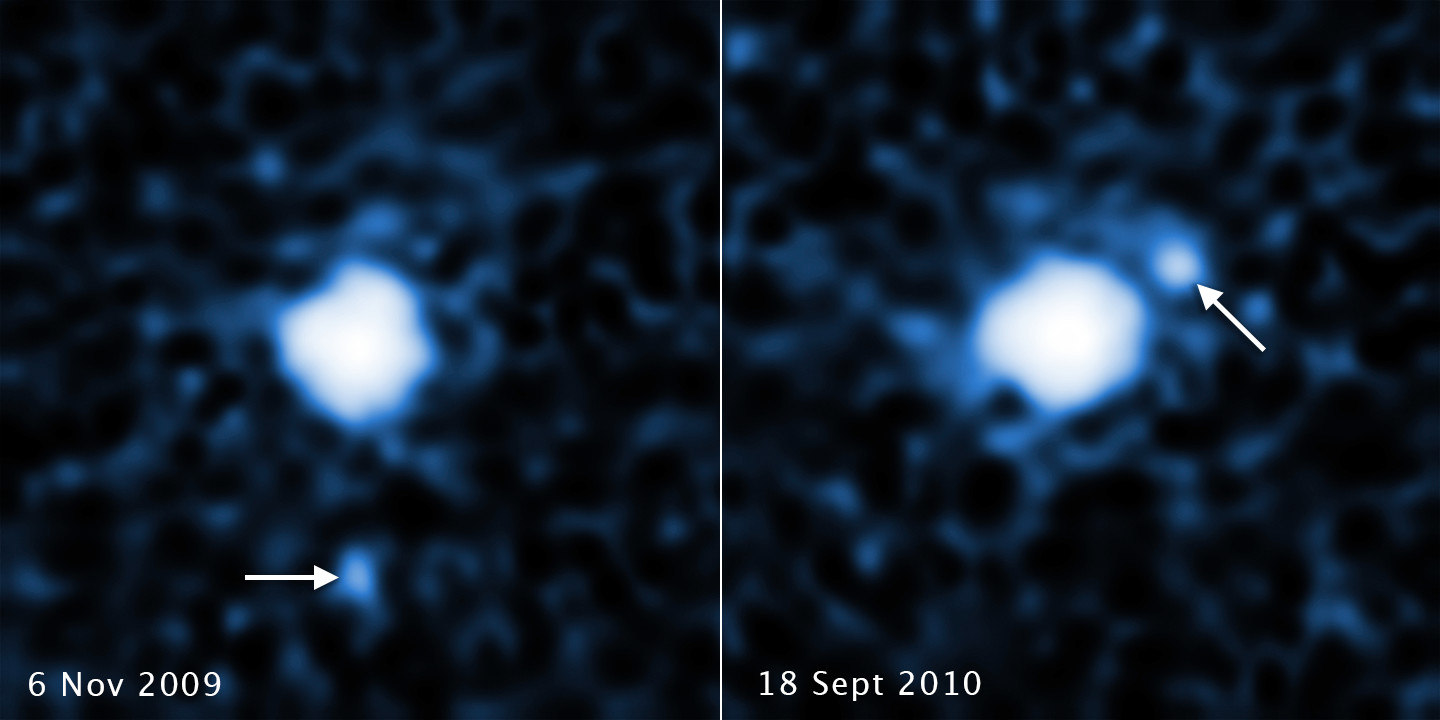
2009년과 2010년 허블 우주망원경으로 촬영한 사진으로, 공공 주위를 도는 샹류의 모습이 드러난다.

2016년 3월 공공이 다른 해왕성 바깥 천체에 비해 느리게 자전한다는 사실이 밝혀진 후, 자전 속도가 위성의 조석력에 의해 느려진 것이라는 추측이 제기되었는데, 이를 바탕으로 크사바 키스를 중심으로 한 연구팀은 허블 우주망원경이 촬영한 공공의 사진을 분석하여, 2010년 9월 18일 촬영된 사진에 공공에서 최소 15,000 km 이상 떨어져 공전하는 어두운 위성을 발견하였다. 발견 사실은 2016년 10월 17일 공식으로 발표되었으며, 동시에 연구팀은 2009년 11월 9일에 위성이 찍힌 사진 또한 발견하였다.
2017년 허블 우주망원경의 후속 관측에 따르면, 샹류의 절대등급은 6.93±0.15으로, 공공보다 4.59등급 더 어둡다.

## 궤도
발견자들은 2009년과 2010년 촬영한 사진을 바탕으로 샹류의 공전 주기를 20일에서 100일 사이로 추정했으며, 2017년 허블 우주망원경을 이용한 추가 관측을 통해 공전 주기를 더 정확하게 계산하였다. 샹류는 공공에 조석 고정되어 있는 것으로 여겨진다.
공공의 공전 주기에 비해 상류의 공전을 관측한 기간이 매우 짧기 때문에, 샹류의 공전 방향이 순행인지 역행인지를 결정할 수 없다. 순행 운동이라고 할 경우, 샹류는 공공을 24,021 km 거리에서 25.221일에 걸쳐 돌며, 역행 운동이라고 할 경우, 24,274 km 거리에서 25.223일에 걸쳐 돈다. 순행 운동이라고 할 경우 샹류의 궤도 경사는 황도에 대해 83도인데, 이는 샹류가 공공의 적도에 가깝게 돈다고 할 경우, 지구에서는 공공의 극 지방을 보고 있다는 말과 같다.
샹류의 궤도 이심률은 0.29로, 상당히 큰데, 이는 원래 궤도 이심률이 큰 상태로 형성되었거나, 조석력으로 인해 천천히 이심률이 커진 것이라고 추정되며, 태양의 조석력이나, 공공에서의 중력 퍼텐셜 차이로 인해 발생하는 고자이 메커니즘에 의해 형성되었을 가능성도 있다. 샹류의 궤도 성질은 콰오아의 위성 웨이워트와 유사하다.

## 물리적 성질
샹류의 최대 지름(반사율을 1로 가정한 경우)은 36 km이다. 샹류가 태양계의 형성부터 지금까지 안정한 궤도를 유지하려면, 지름이 100 km 이하여야 하며, 이는 즉 반사율이 0.2보다 커야 한다는 뜻이다. 발견 당시 샹류의 지름 추정치는, 샹류와 공공의 반사율이 같다는 가정을 바탕으로, 237 km였으며, 2017년 진행한 광학적 분석에서는 샹류가 공공보다 훨씬 더 붉다는 사실이 드러났는데, 구체적으로는 공공(V–I=1.65±0.03)과 샹류(V–I=1.22±0.17)의 반사율 차이는 ΔV–I=0.43±0.17이었으며, 이는 중심체와 위성의 차이라는 관점에서 해왕성 바깥 천체 중 가장 크다.

## 이름
샹류의 이름은 중국 신화에서 물의 신인 공공을 따르는, 머리가 9개 달린 독사 괴물 상류의 이름을 땄다. 신화 속의 상류는 홍수와 파괴를 불러온다고 전해진다. 공공을 발견한 발견자들은 천체의 이름을 온라인 투표로 결정했는데, 이 때 이미 위성의 이름을 정하기 쉽게끔, 신화 속에 관련된 대상이 있는 경우로만 후보를 압축했다. 샹류의 이름 자체는 발견자인 크사바 키스가 붙였다. 공공과 샹류라는 이름은 2020년 2월 5일 국제천문연맹이 동시에 승인해 소행성체 센터에 고시되었다.